# ویلیام بواونتورا
ویلیام بواونتورا (به پرتغالی: William Cleite Boaventura) مدافع، هافبک اهل برزیل است که در شهر Ipatinga (MG) و در تاریخ ۱۴ فوریهٔ ۱۹۸۰ به دنیا آمده‌است.
ویلیام بواونتورا در تیم‌های فوتبال A. D. Cabofriense سابقهٔ حضور دارد.